# 巴耶格蘭德 (阿根廷)
巴耶格蘭德（西班牙語：Valle Grande），是阿根廷的城鎮，位於該國西北部胡胡伊省，是巴耶格蘭德縣的首府，距離聖薩爾瓦多-德胡胡伊180公里，海拔高度2,313米，該地區的地震活動頻繁和低強度，2001年人口552。